# Maserati 450S
La 450S è una autovettura da competizione costruita dalla Maserati dal 1956 al 1958. All'epoca fu la vettura sportiva più potente della sua categoria e durante le competizioni a cui prese parte non ebbe mai guasti al motore. Durante la stagione automobilistica del 1957 le gare a cui partecipò le vinse oppure si ritirò. Fu usata nel campionato mondiale sportprototipi organizzato dalla FIA. Aveva due porte ed era cabriolet. Era a trazione posteriore.
La sua progettazione iniziò nel 1954 (da cui la designazione interna alla Maserati “Tipo 54”), e fu seguita da Vittorio Bellentani e Guido Taddeucci. Il loro obbiettivo fu quello di usare un motore più grande di quelli usati all'epoca dalla Maserati.

## Tecnica
Prima dell'introduzione del propulsore della 450S il motore più potente usato dalla Casa del tridente era quello montato sulla Maserati 350S. Quello della 450S era un V8 a corsa breve con una cilindrata di 4478 cm³. Aveva quattro carburatori Weber 45 IDM ed erogava una potenza talmente elevata che al banco di prova da 400 cv non si poté misurarla. La corsa dei cilindri era di 81 mm mentre l'alesaggio era 93,8 mm. Aveva un doppio albero a camme in testa per bancata. Il rapporto di compressione era di 9,5:1. Del propulsore furono preparate due versioni successive, una da 4700 cm³ di cilindrata erogante 410 cv ed un altro da 5600 cm³ con una potenza di 526  CV.
Il telaio tubolare e la carrozzeria furono progettate da Valerio Colotti. La 450S aveva ereditato alcune soluzioni tecniche dalla Maserati 300S ed usava il ponte De Dion, un cambio tipo ZF a cinque marce e sospensioni con doppi quadrilateri e molle elicoidali. 
La velocità massima era di 320 km/h.

## Storia
Il primo esemplare era in realtà una Maserati 350S (telaio 3501) allungata nel telaio, equipaggiata col nuovo motore V8 e dotata di una carrozzeria di nuovo disegno. Fece il suo debutto alle prove del Gran Premio di Svezia del 1956 ma non venne usata in gara poiché il telaio fu ritenuto inadeguato alla potenza della vettura. Si decise quindi di accantonare il prototipo e iniziare la costruzione di nuovi telai specifici per la 450S.
L'esemplare numero 4501 partecipò alla 1000 km dell’Argentina del 1957 con alla guida Stirling Moss e Juan Manuel Fangio, ma un guasto alla frizione impedì una buona gara, dopo una promettente partenza. Questo telaio andò distrutto a causa di un incidente durante le prove della Mille Miglia dello stesso anno.
L'esemplare con numero di telaio 4503 vinse la 12 Ore di Sebring del 1957 guidato da Juan Manuel Fangio e Jean Behra, e il Gran Premio di Svezia nuovamente 
con Behra coadiuvato questa volta da Stirling Moss. Fu in seguito distrutta al Gran Premio del Venezuela dello stesso anno e più tardi ricostruita.
Stirling Moss e Denis Jenkinson gareggiarono alla Mille Miglia del 1957 con l'esemplare con numero di telaio 4505 fino a quando il pedale del freno cedette. Durante la 1000 km del Nürburgring, guidata da Stirling Moss e Juan Manuel Fangio, una ruota si sganciò. La vettura, rinumerata in 4506 fu quindi venduta a John Edgar che la schierò nelle corse SCCA nordamericane guidata da Carroll Shelby.
L'esemplare con numero di telaio 4507 fu distrutto nel 1957 a Caracas durante il Gran Premio del Venezuela.
La vettura numero 4508 fu venduta all'architetto statunitense Temple Buell, che in seguito aumentò la cilindrata del motore a 5,7 L e poi la cedette a Jim Hall.
Le altre vetture furono vendute: quella numero di telaio 4502 a Tony Parravano, la 4504 a Jim Kimberley e la 4506 a John Edgar. Quelle con numero di telaio 4509 e 4510 furono vendute negli Stati Uniti d'America, e furono potenziate con aumento della cilindrata del motore a 5,7 e 6,6 L. Furono usate nelle competizioni organizzate dallo Sports Car Club of America con alla guida Carroll Shelby, Jim Hall, Masten Gregory, Walt Cline e Ebb Rose.
Tra il 1956 e il 1962 la 450S ebbe 119 apparizioni nelle gare, con 31 vittorie.

## Coupé Zagato

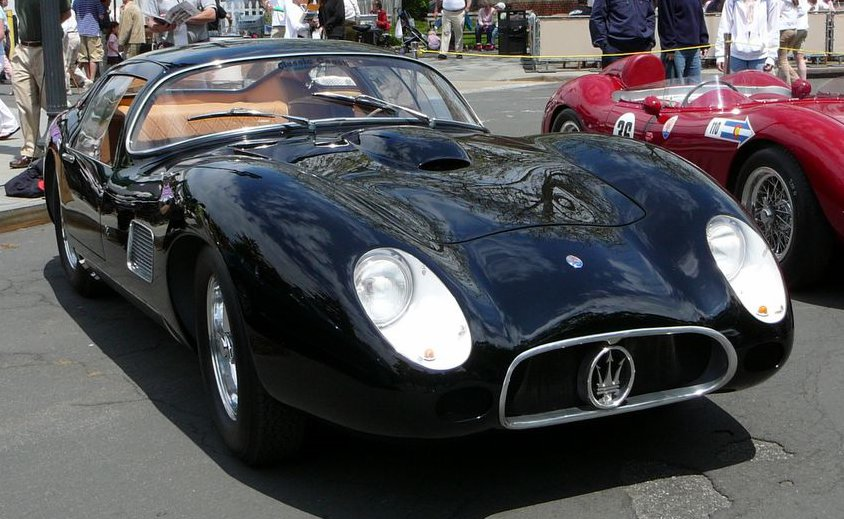
La Maserati 450S coupé modificata da Fantuzzi

Nel 1957 fu costruita una particolare versione coupé, disegnata da Frank Costin e realizzata da Zagato, con l'obiettivo di partecipare alla 24 Ore di Le Mans. Il telaio nacque col numero 4506, ma per motivi burocratici fu cambiato col 4501 precedentemente appartenuto a un esemplare di 450S andato distrutto. A sua volta il numero 4506 fu assegnato a un altro telaio. La vettura fu quindi affidata a Stirling Moss e Harry Schell, ma durante la gara presentò diversi problemi fino al ritiro a causa della rottura della trasmissione.
Dopo questa esperienza, l'esemplare fu ritirato dalle competizioni. Nel 1958 un collezionista americano, Byron Staver, si interessò alla vettura e l'acquistò con l'intenzione di trasformarla per l'uso stradale. La 450S fu quindi affidata a Medardo Fantuzzi che ne allungò il passo e ricostruì una nuova carrozzeria, differente dall'originale di Zagato; il numero di telaio fu nuovamente cambiato assumendo il 4512. Negli anni successivi cambiò diversi proprietari e fu restaurata da Faralli & Mazzanti.